# 萨吉 (歌手)
萨吉（1989年4月16日—），山东滨州人，中华人民共和国女歌手、音乐创作人。近年来为《唐人街探案 (网络剧)》、《二十不惑》、《以家人之名》、《一闪一闪亮星星》等众多影视作品制作和演唱了歌曲。

## 音乐作品

### 影视歌曲
参与制作的影视作品音乐专辑（包括演唱和词曲创作）
- 2019年：《我只喜欢你》、《身为一个胖子》、《绝境铸剑》
- 2020年：《唐人街探案 (网络剧)》、《少主且慢行》、《暖暖，请多指教》、《二十不惑》、《以家人之名》、《旗袍美探》、《 拾光里的我们》、《你听起来很甜》
- 2021年：《我的小确幸》、《唐人街探案3》、《刺杀小说家》（海外推广曲）、《长歌行》、《良辰美景好时光》、《变成你的那一天》、《我和我们在一起》、《心跳源计划》、《理想之城》、《舍我其谁》、《我的青春有个你》、《埃博拉前线》、《误杀2》[5]
- 2022年：《一闪一闪亮星星》、《昔有琉璃瓦》、《流光之城》、《相逢時節》
- 2023年：《長月燼明》、《装腔启示录》
- 2024年：《你比星光美丽》

## 外部連結
- 萨吉_Saji的新浪微博